# Dwór w Strzałkowicach
Dwór w Strzałkowicach – zabytkowy dwór wybudowany w miejscowości Strzałkowice.
Zespół dworski, z trzeciej ćwierci XIX w. obejmuje dwór, oficynę, oborę, stajnię, pozostałości parku.